# Tošinobu Kacuja
Tošinobu Kacuja (japonsko 勝矢 寿延), japonski nogometaš, * 2. september 1961.
Za japonsko reprezentanco je odigral 27 uradnih tekem.